# Brigantia

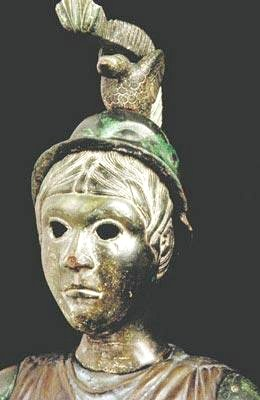
Brigantia eller Brigid.

Brigantia var en gudinna i keltisk mytologi (gallo-romersk kultur och romersk-brittisk kultur) känd under senantiken.
Hennes funktion är obekräftad, men hon blev enligt interpretatio romana identifierad med Minerva, Fortuna och Victoria, och bör därmed ha haft att göra med strid, hantverk och ödet.  
Den keltiska stammen briganter är förmodligen uppkallade efter Brigantia.
Hon associeras med den irländska gudinnan Brigid, visdomens, litteraturens, musikens och hantverkets gudinna, och därmed med Sankta Bridget.